# John Mayasich
John Mayasich (* 22. května 1933, Eveleth, Minnesota, USA) je bývalý americký lední hokejista a hokejový trenér.

## Hráčská kariéra
Působil se středoškolských a univerzitních týmech v Minnesotě, v letech 1952 až 1955 hrával za University of Minnesota. V roce 1954 se s týmem dostal až do finále univerzitního mistrovství organizace NCAA, kde podlehli v prodloužení týmu Rensselaer Polytechnic Institute 4:5. V tomto roce Mayasich vytvořil i rekord univerzitního mistrovství v počtu bodů zaznamenaných v jednom utkání (sedm). Byl považován ve své době za nejlepšího univerzitního hokejistu, ve 111 utkáních svého týmu zaznamenal 298 kanadských bodů. Univerzitní hokej povznesl na novou úroveň. Po ukončení studia v roce 1955 nastoupil na vojenskou službu a stal se členem americké hokejové reprezentace. S ní vybojoval na olympijských hrách v roce 1956 stříbrnou medaili a o čtyři roky později na olympiádě v Squaw Valley dokonce zlatou medaili. Reprezentoval také na mistrovství světa v letech 1958, 1961, 1962 (s týmem vybojoval 3. místo), 1966 a 1969.
Od roku 1958 hrával profesionálně za Green Bay Bobcats nejprve v Central Hockey League, později v United States Hockey League. Aktivní kariéru ukončil v roce 1971.

## Trenérská kariéra
Jako trenér působil v Green Bay Bobcats souběžně již jako hráč, pokračoval i po skončení aktivní kariéry, kdy působil u Bobcats i jako generální manažer.

## Individuální úspěchy a ocenění
- nejlepší střelec univerzitního mistrovství Western Collegiate Hockey Association (1954, 1955)
- člen americké hokejové síně slávy od roku 1976
- člen Síně slávy Mezinárodní hokejové federace od roku 1997
- držitel Lester Patrick Trophy za rozvoj amerického hokeje z roku 1998